# Selección de fútbol de Guatemala
La selección de fútbol de Guatemala es el equipo representativo del país centroamericano en los torneos internacionales, su primer partido tuvo lugar en 1921. Está dirigida por la Federación Nacional de Fútbol de Guatemala, afiliada a la FIFA desde 1946 y a la Concacaf desde 1961.
La selección nacional de Guatemala el mayor logro alcanzado en lo que respecta a eliminatorias mundialistas fue rumbo a Alemania 2006, donde estuvieron a 2 puntos del repechaje intercontinental. Ha competido en los torneos de la Concacaf 18 veces, terminando como campeón en 1967 y subcampeón en 1965, 1989
La Bicolor también fue campeona de la Copa Centroamericana de 2001, y ha clasificado a los Juegos Olímpicos de 1968, 1976 y 1988.
Ha logrado medallas de plata en los Juegos Centroamericanos y del Caribe de 1950 y la de bronce en los Juegos Panamericanos de 1983 y tres veces consecutivas el subcampeonato de la extinta Copa CCCF en 1943, 1946 y 1948. 
A nivel juvenil, ha logrado aficiansarse en 2 participaciones mundialistas de categoría sub-20 en 2011 y 2023 respectivamente.  Clasificó a la Copa Mundial Sub-20 de Colombia 2011, en dicha cita mundialista, quedaron en octavos de final al perder 1-0 contra la selección de Portugal. 
El Estadio Doroteo Guamuch Flores, también conocido como “El Coloso de la Zona 5”, es su estadio oficial y cuenta con una capacidad de 26 000 espectadores. Carlos Ruiz es el máximo goleador con 68 goles, y a su vez es el jugador con más participaciones en el seleccionado con 133.
Para agosto de 2025, se encuentra en el puesto 100 de la clasificación FIFA y en el puesto 8 de la clasificación CONCACAF.

## Historia

### Inicios y primera eliminatoria en 1958
El primer equipo de fútbol en Guatemala se creó el 23 de agosto de 1902 con 22 jugadores, formándose dos bandos los azul y blanco. Ya pasado el tiempo, se crearon clubes y la selección nacional de fútbol empezó a jugar en 1921 teniendo su primer partido el 16 de septiembre de aquel año, en Ciudad de Guatemala, contra Honduras a quien Guatemala derrotó por un marcador inapelable de 9 goles a 0.
Tras participar a varias ediciones de la extinta Copa CCCF - antecesora de la posterior Copa Concacaf - donde alcanzó tres subcampeonatos al hilo (1943-46-48), Guatemala inició sus primeras campañas eliminatorias en el preliminar al Mundial de 1958, en el grupo 1, junto con las selecciones de Costa Rica y Antillas Neerlandesas. Finalizó última sin ningún punto.

### Éxitos en la década de 1960
Iniciada la década del sesenta, el desempeño de la selección guatemalteca mejoró un poco en las eliminatorias al Mundial de 1962 donde consiguió dos empates ante Costa Rica en casa (4-4) y Honduras en Tegucigalpa (1-1). Sin embargo volvió a posicionarse en el último lugar del grupo 2.
Antes que comenzara el proceso de clasificación al Mundial de 1966, Guatemala no participó debido a que el Mundial se jugaría en Inglaterra; Belice, que era un territorio inglés, era reclamado por Guatemala, por lo que para evitar conflictos, Guatemala decidió no jugar.
Guatemala se unió a la CONCACAF en 1961. En 1967, volvió a demostrar el progreso que había logrado al participar ganando el Campeonato Concacaf por única vez en su historia. En ese torneo, organizado en Honduras, Guatemala comenzó con una victoria por 2-1 contra Haití, seguido de una victoria por 1-0 sobre los campeones defensores, México, un empate 0-0 contra Honduras, una victoria por 2-0 sobre Trinidad y Tobago, y victoria por 2-0 sobre Nicaragua. El delantero Manuel Recinos fue el máximo goleador de Guatemala con tres goles, incluido el gol contra México.
Guatemala también fue subcampeón de los Campeonatos Concacaf en 1965 y 1969. Guatemala logró clasificarse por primera vez a una competición FIFA, concretamente a los Juegos Olímpicos de México 1968. En la fase de grupos venció a Checoslovaquia (1-0) y Tailandia (4-1) aunque perdió ante Bulgaria (1-2). Los guatemaltecos se clasificaron a los cuartos de final aunque sucumbieron ante el futuro campeón Hungría por la mínima (0-1), ubicándose a la postre en el octavo lugar del torneo. Esta década terminaría con una franca mejoría en las eliminatorias al Mundial de 1970 donde Guatemala quedó segunda del grupo 2 de la primera ronda, a un punto de Haití, quien lograría el pase a la segunda ronda.

### De 1970 a 1990
En la fase preliminar al Mundial de 1974, Guatemala logró clasificarse a la ronda final, disputada bajo forma de hexagonal en Puerto Príncipe, torneo donde quedó ubicada en quinto lugar (3 puntos). Curiosamente la historia se repitió cuatro años más tarde durante la fase de clasificación al Mundial de 1978 cuando Guatemala volvió a ubicarse quinta de la ronda hexagonal final del preliminar también con 3 puntos en su haber.
La historia no volvió a repetirse en las eliminatorias rumbo al Mundial de 1982 ya que los guatemaltecos no superaron la primera ronda, al finalizar terceros de la zona Centroamericana, detrás de Honduras y El Salvador, selecciones que consiguieron in fine el pase al Mundial de España. Para el torneo de clasificación al Mundial de 1986, Guatemala fue eliminada en el grupo 2 de la primera fase, al terminar segunda del grupo con 5 puntos, a dos de Canadá que lograría clasificarse a la Copa del Mundo. En las postrimerías de la década de los ochenta, Guatemala sí logró clasificarse a la última ronda de las eliminatorias al Mundial de 1990 aunque quedó relegada en cuarta posición con solo 3 puntos.

### Años 1990
En 1991 Guatemala disputó la primera edición de la Copa de Oro de la Concacaf, torneo continental independiente de las eliminatorias al Mundial, a diferencia de la Copa Concacaf, cuyos torneos entre 1973 y 1989 coincidían con las rondas finales de las eliminatorias. Guatemala fue eliminada en primera vuelta, en el grupo A liderado por el local Estados Unidos, en donde Costa Rica logró la segunda posición merced a una mejor diferencia de goles que Trinidad y Tobago y Guatemala, estas tres empatadas a 2 puntos.
Durante la etapa de clasificación al Mundial de 1994, Guatemala no pudo superar la primera fase, apeada por Honduras (0-0, 0-2). Si bien el cuadro chapín no clasificó a la Copa de Oro de 1993, tuvo cierto protagonismo en la edición siguiente de 1996 al alcanzar las semifinales, derrotada apretadamente por México (0-1). El cuarto lugar obtenido en esa justa es hasta la fecha el mejor resultado conseguido por Guatemala en Copas de Oro. Tras superar a Nicaragua (1-0, 2-1) en la tercera ronda de las eliminatorias rumbo a Francia 1998, Guatemala cayó en la ronda semifinal al ubicarse en el tercer lugar del grupo 1 detrás de Estados Unidos y Costa Rica.
La década terminaría con una nueva participación guatemalteca a la Copa de Oro de 1998 donde fue eliminada en primera fase, aunque los chapines, dirigidos por Carlos Salvador Bilardo, tras la renuncia de Miguel Ángel Brindisi, lograron rescatar un empate histórico ante Brasil (1-1) - con gol in extremis de Juan Carlos Plata al min. 94 - resultado que desató fuertes críticas de la prensa carioca hacia su selección.

### Años 2000
En la Copa de Oro de 2000, Guatemala fue nuevamente apeada en la primera ronda (derrota 2-4 ante Trinidad y Tobago y empate 1-1 ante México). Comenzado el proceso de clasificación al Mundial de Corea / Japón 2002, Guatemala clasificó a la segunda fase en el grupo E junto a Estados Unidos y Costa Rica. En esta instancia ocurrió algo inusual puesto que Guatemala y Costa Rica acabaron empatadas en la tabla en todos los criterios: mismo puntaje (10 puntos), mismo goal average (+3), mismo número de goles anotados (9), mismo resultado en confrontaciones directas (2-1 en Ciudad de Guatemala y 1-2 en San José). Aquella situación sui generis obligó a un partido de desempate en terreno neutral. El 6 de enero de 2001, Costa Rica vapuleó a Guatemala 5-2 en Miami, derrota que sepultó las esperanzas de avanzar al hexagonal final.
Tuvieron que pasar 34 años para que los chapines consiguieran ganar su segundo trofeo internacional: la Copa UNCAF 2001, cosecha conseguida nuevamente en suelo hondureño. Esta conquista les otorgó la clasificación a la Copa de Oro de 2002, torneo donde Guatemala no estuvo a la altura de su condición de campeón centroamericano, al ser derrotada por México (1-3) y El Salvador (0-1) despidiéndose de la justa con 0 puntos. No tuvo mejor suerte el año siguiente en la Copa de Oro de 2003 al quedar nuevamente eliminada en primera vuelta con 1 punto, fruto de un empate 1-1 conseguido ante Colombia.
Camino a la Copa Mundial de Fútbol de 2006 en Alemania y dirigidos por Ramón el Primitivo Maradiaga, Guatemala clasificó a la última ronda eliminatoria de la CONCACAF por primera vez desde 1989. Tras vencer en el global 4-2 a Surinam en el play-off de la primera fase, quedó segunda en el cuadrangular de la segunda fase, derrotando a Canadá en Vancouver (2-0), Honduras (1-0) y Costa Rica (2-1) ambos en Ciudad de Guatemala, empatando con Honduras (2-2) en San Pedro Sula y perdiendo contra Costa Rica (0-5) y Canadá (0-1) en San José (Costa Rica) y Ciudad de Guatemala, respectivamente. Ya en el hexagonal final, aunque logró 11 puntos, fueron insuficientes para garantizar la clasificación al Mundial de 2006 siendo superada por Trinidad y Tobago que se hizo con el cuarto lugar, sinónimo de repesca ante el quinto de la Confederación Asiática de Fútbol en busca de un cupo a dicho mundial. Guatemala no mejoraría su rendimiento en la Copa de Oro de 2005 al ser eliminada por quinta vez consecutiva en la primera ronda, consiguiendo su único punto tras un empate 1-1 ante Sudáfrica, invitada especial de la CAF al torneo continental. Sin embargo dos años después, en la edición de 2007, los chapines lograron superar la primera fase con 4 puntos (1-0 contra El Salvador, 1-1 ante Trinidad y Tobago y 0-1 contra Estados Unidos) pero fueron barridos por Canadá 0-3 en cuartos de final.
Tras la renuncia del técnico colombiano Hernán el Bolillo Gómez después de una humillante derrota ante la selección olímpica de Argentina (0-5) en febrero de 2008, Guatemala intentó clasificarse a la Copa Mundial de Fútbol de 2010 de Sudáfrica nuevamente de la mano de Ramón Maradiaga pero no lo logró por malos resultados tanto de local como de visitante. Guatemala contemplaría en esta época una de sus peores etapas futbolísticas, siendo derrotada por Cuba en La Habana (2-1), el 15 de octubre de 2008, en partido de eliminatorias rumbo al Mundial de 2010. Probablemente se haya tocado fondo en la Copa UNCAF 2009, concretamente el 29 de enero de 2009, cuando los chapines fueron eliminados en el play-off por el quinto lugar (sinónimo de clasificación a la Copa Oro 2009) por la modesta selección de Nicaragua tras una derrota 0-2 con dos goles del artillero albiazul Samuel Wilson.

### A partir de 2010

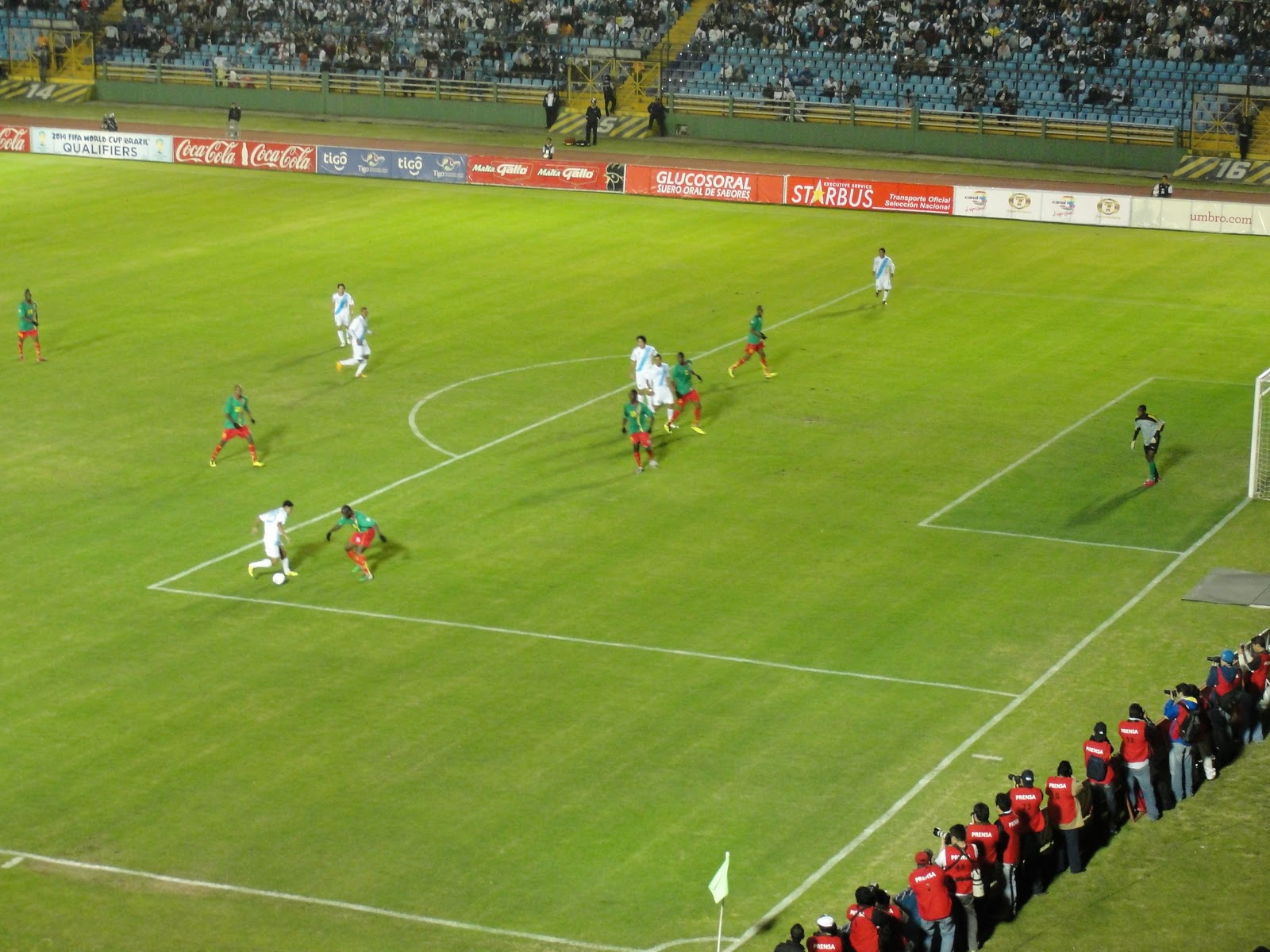
Partido entre Guatemala y.

Una nueva etapa se abrió con la contratación del Paraguayo Ever Hugo Almeida el 12 de julio de 2010 que alcanzó un hito con la selección sub-20 a quien clasificó al mundial de la categoría (Colombia 2011). Su balance fue positivo con una aceptable participación en la Copa de Oro 2011 en donde llegó a cuartos de final (derrotado 1-2 por el futuro campeón, México) y también una buena presentación en la Clasificación de Concacaf para la Copa Mundial de Fútbol de 2014 completando 12 partidos, 9 victorias, 1 empate y solo 2 derrotas aunque una peor diferencia de goles respecto a Jamaica dejó a Guatemala en el camino. Su presentación en la Copa Centroamericana 2013 fue menos feliz y tras tres magros empates cayó en el play-off por el quinto lugar ante Panamá (1-3) repitiéndose lo ocurrido en el 2009. Finalmente Almeida dejó la selección nacional para dirigir al Club Olimpia dando por terminado el ciclo de Almeida en el seleccionado Chapin. Almeida fue sustituido por el técnico nacional Víctor Hugo Monzón de manera interina.
El 14 de junio de 2013, la selección Guatemalteca jugó por primera vez ante la selección absoluta de Argentina en el Estadio Mateo Flores. El partido concluyó con una severa derrota (0-4) donde el astro argentino Lionel Messi marcó un hat trick. Tras no renovarle su confianza a Víctor Hugo Monzón, la Federación guatemalteca de fútbol decidió nombrar al técnico Chileno Sergio Pardo solo para dirigir de manera interina, el amistoso ante Japón del 6 de septiembre de 2013, encuentro que concluyó con victoria japonesa 3-0.
Tras ocho meses de inactividad, la Federación guatemalteca de Fútbol designó el 21 de mayo de 2014, al entrenador Argentino Iván Franco Sopegno como nuevo técnico de la selección. Su primer partido se estrenó con una victoria por 3-0 ante Nicaragua en aras de la Copa Centroamericana 2014. En este último torneo, Guatemala resultó siendo la sensación puesto que lideró su grupo obteniendo tres victorias de rango ante El Salvador (2-1), Belice (2-1) y la favorita Honduras (2-0). Sin embargo terminó por inclinarse en la final ante Costa Rica (1-2) aunque aseguró el boleto a la Copa de Oro de la Concacaf 2015. Después de quedar eliminados de la Copa de Oro de la Concacaf 2015 La selección fijó su atención en las eliminatorias para el mundial de Rusia, perdiendo en el primer partido de la 4.ª fase de la eliminatoria en Concacaf ante la selección de fútbol de Trinidad y Tobago (2-1) de local y la siguiente semana se alzaron con una victoria ante la selección selección de fútbol de San Vicente y las Granadinas por 4 goles a 0.
En enero de 2016 El director técnico Iván Franco Sopegno renunció al cargo al frente de la Bicolor por los problemas entre el los directivos y la delicada situación económica que atravesaba la FEDEFUT en ese momento. El 18 de enero el técnico Walter Claveri fue presentado como nuevo técnico de la bicolor el 10 de febrero fue su primer partido en un amistoso contra la selección selección de fútbol de Honduras partido en el que la bicolor ganó con un contundente (3-1) contra los catrachos. El 2 de marzo se enfrentaron contra la selección de fútbol de El Salvador, ganando 1 a 0. Para el partido contra Estados Unidos por la 3 fecha de las eliminatorias hacia el mundial de Rusia 2018, Guatemala le ganó por primera vez en eliminatorias y partidos oficiales a la selección de Estados Unidos Con un marcador de (2-0) de local pero la semana siguiente fue derrotada (4-0) y el día 2 de septiembre empata a 2 goles con Trinidad y Tobago de visitante pero aun así es eliminada de la carrera mundialista a Rusia 2018 por diferencia de goles frente al segundo lugar de su grupo que lo ocupó Trinidad/Tobago.
Finalmente a mediados del año 2016 la federación es suspendida por la FIFA debido a que en la federación de fútbol existían casos de corrupción encubiertos entre sus propios dirigentes, además que los dirigentes de la Federación se negaban a aprobar los nuevos estatutos de la FIFA debido a que estos afectaban sus intereses particulares y como consecuencia de la expulsión, fueron excluidos de todo tipo de competición internacional entre ellas la copa Centroamericana, copa oro, torneos de eliminatorias sub-17 y sub-20, selección mayor y clubes, también surge como consecuencia de esas acciones la renuncia de todos los dirigentes de la Federación Guatemalteca de Fútbol y la renuncia del técnico nacional Walter Claveri.
El 31 de mayo del año 2018, es levantada la suspensión del fútbol de Guatemala por orden de la FIFA y por ende ya sus clubes y selecciones están autorizados para disputar competiciones internacionales. También se anunció una reestructuración de las selecciones mayor, sub-23, sub-20 y sub-17 que estarán de nuevo bajo la orden del director técnico Walter Claveri hasta principios del año 2019.
El 3 de junio del año 2019, la Federación de Fútbol de Guatemala confirma al entrenador Amarini Villatoro como el estratega de la Selección, entre los méritos de Villatoro como Técnico nacional destacan las buenas participaciones que tuvo en los clubes que él dirigió en el campeonato de la liga local y la proposición de realizar un proyecto a largo plazo con miras a futuros compromisos internacionales.

#### Liga de Naciones de la Concacaf 2019-20
La Liga de Naciones de la Concacaf, fue la primera competición internacional que jugaría el equipo después de la suspensión de la FIFA, en el cual Guatemala se ubicaría en la Liga C, el equipo fue agrupado con los seleccionados de Puerto Rico y Anguila, su primer partido sería en el Estadio Doroteo Guamuch Flores ante Anguila donde obtiene su mayor triunfo hasta ese momento, con un marcador de (10-0).  En el otro encuentro, sería de visitante ante Puerto Rico, donde la selección guatemalteca obtendría un triunfo (0-5) a su favor, y con ello, asegurar el liderato y ascenso en el grupo. En noviembre se cerraría el grupo con un triunfo de Anguila (0-5) en The Valley y (5-0) en Ciudad de Guatemala ante Puerto Rico. 
Con esos resultados, Guatemala cierra el grupo en el 1.er lugar, con 12 puntos en 4 partidos (cosecha perfecta) y con una diferencia de gol de 25 a favor y 0 goles en contra. Para la siguiente edición ascendería a la Liga B. El máximo goleador de la selección, en el grupo, fue Danilo Guerra anotando 6 goles en 3 partidos.
La selección disputaría un amistoso más, para cerrar el año, en el estadio Israel Barrios, donde derrotaría a su similar de Antigua y Barbuda por un marcador de (8-0)

### Años 2020
La década arrancaría con un partido amistoso disputado en Ciudad de Guatemala frente a Panamá, donde perdería 0:2.Durante el lapso de marzo a septiembre se presentaría la crisis sanitaria por el COVID-19 que azotó a todo el mundo y provocó la detención del fútbol durante esos meses. La actividad retomaría el 30 de septiembre de 2020 en un amistoso frente a México en el Estadio Azteca (el primer partido disputado en ese estadio desde 1977), Guatemala caería por un desastroso 3:0 y desataría críticas en el país, por la manera de jugar del equipo. El 2020 terminaría con dos juegos más frente a Nicaragua y Honduras (empate 0:0 y victoria 2:1) posteriormente. Para 2021 el equipo iniciaría su camino a Catar 2022, sin embargo jugó dos amistosos previos frente a Puerto Rico y Nicaragua donde en ambos obtendría la victoria por 1:0.

#### Eliminatoria Catar 2022
La eliminatoria mundialista empezaría con victoria por (1-0) frente a Cuba en Ciudad de Guatemala, después viajaría a Willemstad, Curazao para enfrentar a las Islas Vírgenes Británicas, donde finalmente saldría victorioso por (0-3). Guatemala concluye sus dos juegos de la fecha con 6 puntos. En junio, enfrentaría de local a San Vicente y las Granadinas, donde se desata una goleada histórica con un marcador (10-0). Sin embargo, sus posibilidades de clasificación se verían complejas, al necesitar un triunfo de visitante. En Willemstad, se enfrentaría en un duelo directo contra Curazao, donde habría un empate (0-0), que provocaría la eliminación de Guatemala para el Mundial de Catar 2022, debído a que el criterio de desempate fue la cantidad de goles marcados Curazao 15 , Guatemala 14 , aunque ambos tengan 10 puntos y misma diferencia de goles. 
Guatemala disputaría un amistoso contra El Salvador, donde obtendría empataría con un marcador de (0-0) como preparación para la Clasificación de la Concacaf para la Copa Oro 2021, el equipo estaría clasificada en esta instancia, debido a que fueron los líderes de su grupo en la Liga C de la Liga de Naciones de la Concacaf.  

#### Copa Oro 2021
Guatemala fue emparejada con la selección de Guyana a la que derrotaría con un marcador de (4-0) y clasificaría a la final de la llave ante Guadalupe, en este encuentro habría una sorpresa inesperada y es que el partido en tiempo regular quedaría (1-1) pero en la tanda de los penales los Gwada Boys ganarían 10-9 y dejarían afuera a Guatemala de la Copa Oro. Debido a esta sequía de malos resultados el 8 de julio de 2021, la Federación de Fútbol de Guatemala confirma la destitución y separación del entrenador Amarini Villatoro. El director técnico sustito sería Rafael Loredo .  
A pesar de ser eliminado a la clasificación general, Guatemala pasó a fase de grupos luego de un contagio masivo de COVID-19 de Curazao, reemplazándolos y porque clasificó fuera de los ganadores de preliminares por desempeño debido a que tuvo 4 puntos y 5 goles superando a los demás. En base a esto y según el reglamento de la Copa Oro, el Consejo de Concacaf ha aprobado por unanimidad una propuesta de emergencia para que Guatemala reemplace a Curazao en el Grupo A siendo el único equipo de la historia en ser eliminado dos veces del mismo torneo.
Guatemala fue ubicada en el grupo A, con las escuadras de México, El Salvador y Trinidad y Tobago. Su primer juego lo tendría ante El Salvador con quien perdería con un marcador de (0-2) y siendo ampliamente superada en el trayecto del juego. En su segundo partido Guatemala caería (0-3) contra México y en el último juego logra rescatar un empate insuficiente para clasificar (1-1) ante Trinidad y Tobago. Guatemala acabaría última de grupo con apenas 1pt y (1:6) -5 de dif. de gol setenciando así una de sus peores participaciones de la Copa Oro. 
Después de su participación en la copa, la azul y blanco jugaría un amistoso ante Nicaragua el cuál fue un empate (2-2) y cerraría el año 2021, enfrentando a El Salvador con una victoria de (2-0).  
El 9 de Diciembre de 2021, la Federación de Fútbol de Guatemala haría oficial la presentación de Luis Fernando Tena como Director Técnico de la selección guatemalteca.
Para el año 2022, Guatemala disputaría un amistoso en territorio guatemalteco ante su similar de Cuba, el cuál fue el primer partido del proceso, donde la selección ganaría con un ajustado marcador de (1-0). En marzo, en un amistoso Guatemala vencería (2-1) a Haití, también obtendría un triunfo por goleada de (4-0) contra El Salvador y cerraría la fecha de amistosos empatando (0-0) ante México.  

## Uniforme
Desde 1946, Guatemala ha tenido uniforme blanco y lleva una franja color azul.
| 1921 | (Ver evolución) | Equipación actual |

## Últimos partidos y próximos encuentros
Actualizado al último partido jugado el 2 de julio de 2025
| Fecha      | Ciudad              | Local          | Resultado      | Visitante       | Competición                     |
| ---------- | ------------------- | -------------- | -------------- | --------------- | ------------------------------- |
| 11-10-2024 | Leonora             | Guyana         | 1:3            | Guatemala       | Liga Naciones Concacaf 24/25    |
| 15-10-2024 | San José            | Costa Rica     | 3:0            | Guatemala       | Liga Naciones Concacaf 24/25    |
| 16-03-2025 | Fort Lauderdale     | Guatemala      | 2:1            | Honduras        | Partido amistoso                |
| 21-03-2025 | Bridgtown           | Guyana         | 3:2            | Guatemala       | Clasificación Copa Oro 2025     |
| 25-03-2025 | Ciudad de Guatemala | Guatemala      | 2:0            | Guyana          | Clasificación Copa Oro 2025     |
| 31-05-2025 | Chattanooga         | Guatemala      | 1:1            | El Salvador     | Partido amistoso                |
| 06-06-2025 | Ciudad de Guatemala | Guatemala      | 4:2            | Rep. Dominicana | Clasificación Copa Mundial 2026 |
| 10-06-2025 | Kingston            | Jamaica        | 3:0            | Guatemala       | Clasificación Copa Mundial 2026 |
| 16-06-2025 | Carson              | Guatemala      | 1:0            | Jamaica         | Copa Oro 2025                   |
| 20-06-2025 | Austin              | Guatemala      | 0:1            | Panamá          | Copa Oro 2025                   |
| 24-06-2025 | Houston             | Guatemala      | 3:2            | Guadalupe       | Copa Oro 2025                   |
| 29-06-2025 | Mineápolis          | Canadá         | 1:1 (5:6 pen.) | Guatemala       | Copa Oro 2025                   |
| 02-07-2025 | St. Louis           | Estados Unidos | 2:1            | Guatemala       | Copa Oro 2025                   |
| 04-09-2025 | Ciudad de Guatemala | Guatemala      | -:-            | El Salvador     | Clasificación Copa Mundial 2026 |
| 08-09-2025 | Ciudad de Panamá    | Panamá         | -:-            | Guatemala       | Clasificación Copa Mundial 2026 |
| 10-10-2025 | Paramaribo          | Surinam        | -:-            | Guatemala       | Clasificación Copa Mundial 2026 |
| 14-10-2025 | San Salvador        | El Salvador    | -:-            | Guatemala       | Clasificación Copa Mundial 2026 |
| 13-11-2025 | Ciudad de Guatemala | Guatemala      | -:-            | Panamá          | Clasificación Copa Mundial 2026 |
| 18-11-2025 | Ciudad de Guatemala | Guatemala      | -:-            | Surinam         | Clasificación Copa Mundial 2026 |

## Jugadores

### Última convocatoria
Lista de jugadores según la última convocatoria para los juegos de Copa Oro 2025 disputada entre los días 14 de junio y 6 de julio de 2025. 
| N.º               | Nombre             | Posición      | Edad    | PJ | Goles | Club               |
| ----------------- | ------------------ | ------------- | ------- | -- | ----- | ------------------ |
| 1                 | Nicholas Hagen     | Portero       | 28 años | 52 | 0     | Columbus Crew      |
| 12                | Kenderson Navarro  | Portero       | 23 años | 5  | 0     | Municipal          |
| 21                | Luis Morán         | Portero       | 29 años | 0  | 0     | Antigua GFC        |
| 2                 | José Ardón         | Defensa       | 25 años | 38 | 1     | Antigua GFC        |
| 3                 | Nicolás Samayoa    | Defensa       | 29 años | 33 | 2     | Politehnica Iași   |
| 4                 | José Carlos Pinto  | Defensa       | 32 años | 74 | 4     | Comunicaciones     |
| 7                 | Aarón Herrera      | Defensa       | 28 años | 19 | 0     | DC United          |
| 16                | José Morales       | Defensa       | 28 años | 46 | 3     | Municipal          |
| 17                | Óscar Castellanos  | Defensa       | 25 años | 54 | 3     | Antigua GFC        |
| 24                | Carlos Aguilar     | Defensa       | 18 años | 4  | 0     | Malacateco         |
| 5                 | José Rosales       | Mediocampista | 32 años | 16 | 1     | Antigua GFC        |
| 8                 | Rodrigo Saravia    | Mediocampista | 20 años | 63 | 0     | Municipal          |
| 10                | Pedro Altán        | Mediocampista | 24 años | 36 | 3     | Municipal          |
| 11                | Rudy Muñoz         | Mediocampista | 22 años | 11 | 0     | Municipal          |
| 13                | Stheven Robles     | Mediocampista | 29 años | 38 | 2     | Comunicaciones     |
| 22                | Jonathan Franco    | Mediocampista | 21 años | 19 | 0     | Municipal          |
| 25                | Kevin Ramírez      | Mediocampista | 22 años | 5  | 0     | Malacateco         |
| 26                | Matthew Evans      | Mediocampista | 19 años | 1  | 0     | Los Angeles FC 2   |
| 6                 | Erick Lemus        | Delantero     | 24 años | 4  | 1     | Comunicaciones     |
| 9                 | Rubio Rubín        | Delantero     | 29 años | 35 | 13    | Charleston Battery |
| 14                | Darwin Lom         | Delantero     | 28 años | 42 | 12    | Comunicaciones     |
| 17                | Damián Rivera      | Delantero     | 23 años | 0  | 0     | Phoenix Rising     |
| 18                | Óscar Santis       | Delantero     | 26 años | 48 | 16    | Antigua GFC        |
| 19                | Arquímides Ordóñez | Delantero     | 23 años | 9  | 0     | Zimbru Chișinău    |
| 20                | Olger Escobar      | Delantero     | 18 años | 14 | 3     | CF Montreal        |
| 23                | Elmer Cardoza      | Delantero     | 25 años | 17 | 0     | Xelajú MC          |
| Bandera de México | Luis Fernando Tena | Entrenador    | 67 años |    |       |                    |

### Registros Individuales
Jugadores en negrita aún activos a nivel internacional.

### Jugadores con más partidos
| # | Jugador               | Partidos | Periodo   |
| - | --------------------- | -------- | --------- |
| 1 | Carlos Ruiz           | 133      | 1998-2016 |
| 2 | Guillermo Ramírez     | 106      | 1997-2012 |
| 3 | Gustavo Cabrera       | 104      | 2000-2012 |
| 4 | Fredy Thompson        | 96       | 2001-2015 |
| 5 | Juan Carlos Plata     | 87       | 1996-2010 |
| 6 | Gonzalo Romero        | 83       | 2000-2012 |
| 7 | Julio Girón           | 82       | 1992-2006 |
| 8 | Edgar Estrada         | 80       | 1995-2003 |
| 9 | José Manuel Contreras | 79       | 2006-2021 |
| = | Mario Rodríguez       | 79       | 2003-2013 |

### Jugadores con más goles
| # | Jugador           | Goles | Periodo   |
| - | ----------------- | ----- | --------- |
| 1 | Carlos Ruiz       | 68    | 1998-2016 |
| 2 | Juan Carlos Plata | 35    | 1996-2006 |
| 3 | Fredy García      | 23    | 1998-2012 |
| 4 | Dwight Pezzarossi | 16    | 2000-2012 |
| = | Edwin Westphal    | 16    | 1985-1998 |
| = | Guillermo Ramírez | 16    | 1997-2012 |
| = | Óscar Santis      | 16    | 2021-     |
| 5 | Juan Manuel Funes | 15    | 1985-2000 |
| 6 | Rubio Rubín       | 13    | 2022-     |
| 7 | Darwin Lom        | 12    | 2020-     |
| 8 | Oscar Sánchez     | 11    | 1976-1989 |
| = | Marco Pappa       | 11    | 2008-2016 |
| 9 | Julio Rodas       | 10    | 1988-2000 |
| = | Mario Rodríguez   | 10    | 2003-2013 |

## Entrenadores
Listado de entrenadores. Fuentes consultadas: RSSSF.com y Guatemala, 100 años de Fútbol.
| Nombre                 | Años      |
| ---------------------- | --------- |
| Rafael Villacorta      | 1921      |
| Roberto Figueredo      | 1930      |
| Günther Bruno Edelman  | 1934      |
| Jimmy Elliott          | 1935      |
| Manuel Felipe Carrera  | 1943      |
| Juan Francisco Aguirre | 1946      |
| Manuel Felipe Carrera  | 1946      |
| José Alberto Cevasco   | 1948      |
| Enrique Palomini       | 1950      |
| Juan Francisco Aguirre | 1953      |
| Alfredo Cuevas         | 1955-1957 |
| José Casés Penadés     | 1960      |
| José Alberto Cevasco   | 1961      |
| Lorenzo Ausina Tur     | 1963      |
| César Viccino          | 1965      |
| Rubén Amorín           | 1967      |
| César Viccino          | 1968-1969 |
| Lorenzo Ausina Tur     | 1969      |
| Carmelo Faraone        | 1971      |
| Argentino Geronazzo    | 1971-1972 |

| Nombre                  | Años      |
| ----------------------- | --------- |
| Rubén Amorín            | 1972      |
| Néstor Valdés           | 1972-1973 |
| Rubén Amorín            | 1975-1976 |
| Carlos Cavagnaro        | 1976      |
| Carlos Wellman          | 1976-1977 |
| José Ernesto Romero     | 1979      |
| Rubén Amorín            | 1980      |
| Carlos Cavagnaro        | 1983      |
| Dragoslav Šekularac     | 1984-1985 |
| Julio César Cortés      | 1987      |
| Jorge Roldán            | 1988      |
| Rubén Amorín            | 1989-1990 |
| Haroldo Cordón          | 1991      |
| Miguel Ángel Brindisi   | 1992      |
| Jorge Roldán            | 1995      |
| Horacio Cordero         | 1996      |
| Juan Ramón Verón        | 1996      |
| Miguel Ángel Brindisi   | 1996-1997 |
| Eduardo Luján Manera    | 1997      |
| Carlos Salvador Bilardo | 1998      |

| Nombre                  | Años              |
| ----------------------- | ----------------- |
| Horacio Cordero         | 1996              |
| Juan Ramón Verón        | 1996              |
| Miguel Ángel Brindisi   | 1996-1997         |
| Eduardo Luján Manera    | 1997              |
| Carlos Salvador Bilardo | 1998              |
| Benjamín Monterroso     | 1999              |
| Carlos Miloc            | 2000              |
| Julio César Cortés      | 2000-2003         |
| Víctor Manuel Aguado    | 2003              |
| Ramón Maradiaga         | 2004-2005         |
| Hernán Darío Gómez      | 2006-2008         |
| Ramón Maradiaga         | 2008              |
| Benjamín Monterroso     | 2008-2009         |
| Ever Hugo Almeida       | 2010-2013         |
| Víctor Hugo Monzón      | 2013              |
| Sergio Pardo            | 2013 (Interino)   |
| Iván Sopegno            | 2014-2015         |
| Walter Claverí          | 2016-2019         |
| Amarini Villatoro       | 2019-2021         |
| Rafael Loredo           | 2021              |
| Luis Fernando Tena      | 2022-(Actualidad) |

## Estadísticas

### Copa Mundial de Fútbol
| Copa Mundial de Fútbol | Copa Mundial de Fútbol | Copa Mundial de Fútbol | Copa Mundial de Fútbol | Copa Mundial de Fútbol | Copa Mundial de Fútbol | Copa Mundial de Fútbol | Copa Mundial de Fútbol |
| Año                    | Ronda                  | J                      | G                      | E                      | P                      | GF                     | GC                     |
| ---------------------- | ---------------------- | ---------------------- | ---------------------- | ---------------------- | ---------------------- | ---------------------- | ---------------------- |
| 1930 - 1954            | No participó           | No participó           | No participó           | No participó           | No participó           | No participó           | No participó           |
| 1958                   | No clasificó           | No clasificó           | No clasificó           | No clasificó           | No clasificó           | No clasificó           | No clasificó           |
| 1962                   | No clasificó           | No clasificó           | No clasificó           | No clasificó           | No clasificó           | No clasificó           | No clasificó           |
| 1966                   | No participó           | No participó           | No participó           | No participó           | No participó           | No participó           | No participó           |
| 1970                   | No clasificó           | No clasificó           | No clasificó           | No clasificó           | No clasificó           | No clasificó           | No clasificó           |
| 1974                   | No clasificó           | No clasificó           | No clasificó           | No clasificó           | No clasificó           | No clasificó           | No clasificó           |
| 1978                   | No clasificó           | No clasificó           | No clasificó           | No clasificó           | No clasificó           | No clasificó           | No clasificó           |
| 1982                   | No clasificó           | No clasificó           | No clasificó           | No clasificó           | No clasificó           | No clasificó           | No clasificó           |
| 1986                   | No clasificó           | No clasificó           | No clasificó           | No clasificó           | No clasificó           | No clasificó           | No clasificó           |
| 1990                   | No clasificó           | No clasificó           | No clasificó           | No clasificó           | No clasificó           | No clasificó           | No clasificó           |
| 1994                   | No clasificó           | No clasificó           | No clasificó           | No clasificó           | No clasificó           | No clasificó           | No clasificó           |
| 1998                   | No clasificó           | No clasificó           | No clasificó           | No clasificó           | No clasificó           | No clasificó           | No clasificó           |
| 2002                   | No clasificó           | No clasificó           | No clasificó           | No clasificó           | No clasificó           | No clasificó           | No clasificó           |
| 2006                   | No clasificó           | No clasificó           | No clasificó           | No clasificó           | No clasificó           | No clasificó           | No clasificó           |
| 2010                   | No clasificó           | No clasificó           | No clasificó           | No clasificó           | No clasificó           | No clasificó           | No clasificó           |
| 2014                   | No clasificó           | No clasificó           | No clasificó           | No clasificó           | No clasificó           | No clasificó           | No clasificó           |
| 2018                   | No clasificó           | No clasificó           | No clasificó           | No clasificó           | No clasificó           | No clasificó           | No clasificó           |
| 2022                   | No clasificó           | No clasificó           | No clasificó           | No clasificó           | No clasificó           | No clasificó           | No clasificó           |
| 2026                   | Por disputarse         | Por disputarse         | Por disputarse         | Por disputarse         | Por disputarse         | Por disputarse         | Por disputarse         |
| 2030                   | Por disputarse         | Por disputarse         | Por disputarse         | Por disputarse         | Por disputarse         | Por disputarse         | Por disputarse         |
| 2034                   | Por disputarse         | Por disputarse         | Por disputarse         | Por disputarse         | Por disputarse         | Por disputarse         | Por disputarse         |
| Total                  | 0/22                   | -                      | -                      | -                      | -                      | -                      | -                      |

### Copa de Oro de la Concacaf
| Copa de Oro de la Concacaf | Copa de Oro de la Concacaf | Copa de Oro de la Concacaf | Copa de Oro de la Concacaf | Copa de Oro de la Concacaf | Copa de Oro de la Concacaf | Copa de Oro de la Concacaf | Copa de Oro de la Concacaf |
| Año                        | Ronda                      | J                          | G                          | E                          | P                          | GF                         | GC                         |
| -------------------------- | -------------------------- | -------------------------- | -------------------------- | -------------------------- | -------------------------- | -------------------------- | -------------------------- |
| 1963                       | Fase de grupos             | 4                          | 1                          | 2                          | 1                          | 7                          | 6                          |
| 1965                       | Subcampeón                 | 5                          | 3                          | 1                          | 1                          | 11                         | 5                          |
| 1967                       | Campeón                    | 5                          | 4                          | 1                          | 0                          | 7                          | 1                          |
| 1969                       | Subcampeón                 | 5                          | 3                          | 2                          | 0                          | 10                         | 2                          |
| 1971                       | No clasificó               | No clasificó               | No clasificó               | No clasificó               | No clasificó               | No clasificó               | No clasificó               |
| 1973                       | Quinto lugar               | 5                          | 0                          | 3                          | 2                          | 4                          | 6                          |
| 1977                       | Quinto lugar               | 5                          | 1                          | 1                          | 3                          | 8                          | 10                         |
| 1981                       | No clasificó               | No clasificó               | No clasificó               | No clasificó               | No clasificó               | No clasificó               | No clasificó               |
| 1985                       | Fase de grupos             | 4                          | 2                          | 1                          | 1                          | 7                          | 3                          |
| 1989                       | Cuarto lugar               | 6                          | 1                          | 1                          | 4                          | 4                          | 7                          |
| 1991                       | Fase de grupos             | 3                          | 1                          | 0                          | 2                          | 1                          | 5                          |
| 1993                       | No participó               | No participó               | No participó               | No participó               | No participó               | No participó               | No participó               |
| 1996                       | Cuarto lugar               | 4                          | 1                          | 0                          | 3                          | 3                          | 5                          |
| 1998                       | Fase de grupos             | 3                          | 0                          | 2                          | 1                          | 3                          | 4                          |
| 2000                       | Fase de grupos             | 2                          | 0                          | 1                          | 1                          | 3                          | 5                          |
| 2002                       | Fase de grupos             | 2                          | 0                          | 0                          | 2                          | 1                          | 4                          |
| 2003                       | Fase de grupos             | 2                          | 0                          | 1                          | 1                          | 1                          | 3                          |
| 2005                       | Fase de grupos             | 3                          | 0                          | 1                          | 2                          | 4                          | 9                          |
| 2007                       | Cuartos de final           | 4                          | 1                          | 1                          | 2                          | 2                          | 5                          |
| 2009                       | No clasificó               | No clasificó               | No clasificó               | No clasificó               | No clasificó               | No clasificó               | No clasificó               |
| 2011                       | Cuartos de final           | 4                          | 1                          | 1                          | 2                          | 5                          | 4                          |
| 2013                       | No clasificó               | No clasificó               | No clasificó               | No clasificó               | No clasificó               | No clasificó               | No clasificó               |
| 2015                       | Fase de grupos             | 3                          | 0                          | 1                          | 2                          | 1                          | 4                          |
| 2017                       | Suspendido por la FIFA     | Suspendido por la FIFA     | Suspendido por la FIFA     | Suspendido por la FIFA     | Suspendido por la FIFA     | Suspendido por la FIFA     | Suspendido por la FIFA     |
| 2019                       | Suspendido por la FIFA     | Suspendido por la FIFA     | Suspendido por la FIFA     | Suspendido por la FIFA     | Suspendido por la FIFA     | Suspendido por la FIFA     | Suspendido por la FIFA     |
| 2021                       | Fase de grupos             | 3                          | 0                          | 1                          | 2                          | 1                          | 6                          |
| 2023                       | Cuartos de final           | 4                          | 2                          | 1                          | 1                          | 4                          | 3                          |
| 2025                       | Tercer Lugar               | 5                          | 2                          | 1                          | 2                          | 6                          | 6                          |
| Total                      | 21/27                      | 81                         | 23                         | 23                         | 35                         | 93                         | 103                        |

### Liga de Naciones de la Concacaf
| Liga de Naciones de la Concacaf | Liga de Naciones de la Concacaf | Liga de Naciones de la Concacaf | Liga de Naciones de la Concacaf | Liga de Naciones de la Concacaf | Liga de Naciones de la Concacaf | Liga de Naciones de la Concacaf | Liga de Naciones de la Concacaf | Liga de Naciones de la Concacaf | Liga de Naciones de la Concacaf |
| Año                             | L                               | G                               | Ronda                           | J                               | G                               | E                               | P                               | GF                              | GC                              |
| ------------------------------- | ------------------------------- | ------------------------------- | ------------------------------- | ------------------------------- | ------------------------------- | ------------------------------- | ------------------------------- | ------------------------------- | ------------------------------- |
| 2019-20                         | C                               | C                               | Primer lugar                    | 4                               | 4                               | 0                               | 0                               | 25                              | 0                               |
| 2022-23                         | B                               | D                               | Primer lugar                    | 6                               | 4                               | 1                               | 1                               | 11                              | 4                               |
| 2023-24                         | A                               | A                               | Cuarto lugar                    | 4                               | 1                               | 1                               | 2                               | 5                               | 7                               |
| 2024-25                         | A                               | A                               | Tercer lugar                    | 4                               | 2                               | 1                               | 1                               | 6                               | 5                               |
| Total                           | Total                           | Total                           | 4/4                             | 18                              | 11                              | 3                               | 4                               | 47                              | 16                              |

### Copa CCCF
| Copa CCCF | Copa CCCF      | Copa CCCF    | Copa CCCF    | Copa CCCF    | Copa CCCF    | Copa CCCF    | Copa CCCF    |
| Año       | Ronda          | J            | G            | E            | P            | GF           | GC           |
| --------- | -------------- | ------------ | ------------ | ------------ | ------------ | ------------ | ------------ |
| 1941      | No participó   | No participó | No participó | No participó | No participó | No participó | No participó |
| 1943      | Subcampeón     | 6            | 4            | 1            | 1            | 21           | 11           |
| 1946      | Subcampeón     | 5            | 3            | 1            | 1            | 20           | 10           |
| 1948      | Subcampeón     | 8            | 3            | 4            | 1            | 20           | 16           |
| 1951      | No participó   | No participó | No participó | No participó | No participó | No participó | No participó |
| 1953      | Tercer lugar   | 6            | 3            | 2            | 1            | 8            | 8            |
| 1955      | Quinto lugar   | 6            | 1            | 0            | 5            | 6            | 9            |
| 1957      | No participó   | No participó | No participó | No participó | No participó | No participó | No participó |
| 1960      | No participó   | No participó | No participó | No participó | No participó | No participó | No participó |
| 1961      | Fase de grupos | 4            | 2            | 0            | 2            | 7            | 7            |
| Total     | 6/10           | 35           | 16           | 8            | 11           | 82           | 61           |

## Torneos regionales de la UNCAF

### Copa Centroamericana
| Copa Centroamericana | Copa Centroamericana   | Copa Centroamericana   | Copa Centroamericana   | Copa Centroamericana   | Copa Centroamericana   | Copa Centroamericana   | Copa Centroamericana   |
| Año                  | Ronda                  | J                      | G                      | E                      | P                      | GF                     | GC                     |
| -------------------- | ---------------------- | ---------------------- | ---------------------- | ---------------------- | ---------------------- | ---------------------- | ---------------------- |
| 1991                 | Tercer lugar           | 3                      | 0                      | 2                      | 1                      | 0                      | 1                      |
| 1993                 | No participó           | No participó           | No participó           | No participó           | No participó           | No participó           | No participó           |
| 1995                 | Subcampeón             | 4                      | 2                      | 0                      | 2                      | 2                      | 5                      |
| 1997                 | Subcampeón             | 5                      | 3                      | 2                      | 0                      | 10                     | 3                      |
| 1999                 | Subcampeón             | 5                      | 3                      | 1                      | 1                      | 5                      | 2                      |
| 2001                 | Campeón                | 5                      | 2                      | 3                      | 0                      | 9                      | 5                      |
| 2003                 | Subcampeón             | 5                      | 3                      | 1                      | 1                      | 10                     | 4                      |
| 2005                 | Tercer lugar           | 5                      | 3                      | 1                      | 1                      | 10                     | 5                      |
| 2007                 | Tercer lugar           | 5                      | 3                      | 1                      | 1                      | 3                      | 2                      |
| 2009                 | Sexto lugar            | 3                      | 0                      | 0                      | 3                      | 1                      | 6                      |
| 2011                 | Quinto lugar           | 3                      | 1                      | 0                      | 2                      | 3                      | 6                      |
| 2013                 | Sexto lugar            | 4                      | 0                      | 3                      | 1                      | 3                      | 5                      |
| 2014                 | Subcampeón             | 4                      | 3                      | 0                      | 1                      | 7                      | 4                      |
| 2017                 | Suspendido por la FIFA | Suspendido por la FIFA | Suspendido por la FIFA | Suspendido por la FIFA | Suspendido por la FIFA | Suspendido por la FIFA | Suspendido por la FIFA |
| Total                | 12/14                  | 51                     | 23                     | 14                     | 14                     | 63                     | 48                     |

## Juegos regionales

### Fútbol en los Juegos Panamericanos(ODEPA)
| Fútbol en los Juegos Panamericanos | Fútbol en los Juegos Panamericanos | Fútbol en los Juegos Panamericanos | Fútbol en los Juegos Panamericanos | Fútbol en los Juegos Panamericanos | Fútbol en los Juegos Panamericanos | Fútbol en los Juegos Panamericanos | Fútbol en los Juegos Panamericanos |
| Año                                | Ronda                              | J                                  | G                                  | E                                  | P                                  | GF                                 | GC                                 |
| Selecciones Amateur                | Selecciones Amateur                | Selecciones Amateur                | Selecciones Amateur                | Selecciones Amateur                | Selecciones Amateur                | Selecciones Amateur                | Selecciones Amateur                |
| ---------------------------------- | ---------------------------------- | ---------------------------------- | ---------------------------------- | ---------------------------------- | ---------------------------------- | ---------------------------------- | ---------------------------------- |
| 1951 - 1975                        | No participó                       | No participó                       | No participó                       | No participó                       | No participó                       | No participó                       | No participó                       |
| 1979                               | Ronda preliminar                   | 2                                  | 0                                  | 1                                  | 1                                  | 2                                  | 4                                  |
| 1983                               | Semifinales                        | 4                                  | 1                                  | 2                                  | 1                                  | 6                                  | 4                                  |
| Total                              | 2/9                                | 6                                  | 1                                  | 3                                  | 2                                  | 8                                  | 8                                  |

### Fútbol en los Juegos Centroamericanos y del Caribe(ODECABE)
| Fútbol en los Juegos Centroamericanos y del Caribe | Fútbol en los Juegos Centroamericanos y del Caribe | Fútbol en los Juegos Centroamericanos y del Caribe | Fútbol en los Juegos Centroamericanos y del Caribe | Fútbol en los Juegos Centroamericanos y del Caribe | Fútbol en los Juegos Centroamericanos y del Caribe | Fútbol en los Juegos Centroamericanos y del Caribe | Fútbol en los Juegos Centroamericanos y del Caribe |
| Año                                                | Ronda                                              | J                                                  | G                                                  | E                                                  | P                                                  | GF                                                 | GC                                                 |
| -------------------------------------------------- | -------------------------------------------------- | -------------------------------------------------- | -------------------------------------------------- | -------------------------------------------------- | -------------------------------------------------- | -------------------------------------------------- | -------------------------------------------------- |
| 1930                                               | Fase de grupos                                     | 2                                                  | 0                                                  | 0                                                  | 2                                                  | 3                                                  | 16                                                 |
| 1935                                               | Sexto lugar                                        | 5                                                  | 0                                                  | 1                                                  | 4                                                  | 6                                                  | 17                                                 |
| 1938                                               | No participó                                       | No participó                                       | No participó                                       | No participó                                       | No participó                                       | No participó                                       | No participó                                       |
| 1946                                               | Sexto lugar                                        | 6                                                  | 1                                                  | 1                                                  | 4                                                  | 12                                                 | 20                                                 |
| Selecciones Amateurs                               |                                                    |                                                    |                                                    |                                                    |                                                    |                                                    |                                                    |
| 1950                                               | Subcampeón                                         | 5                                                  | 2                                                  | 1                                                  | 2                                                  | 4                                                  | 4                                                  |
| 1954                                               | No participó                                       | No participó                                       | No participó                                       | No participó                                       | No participó                                       | No participó                                       | No participó                                       |
| 1959                                               | No participó                                       | No participó                                       | No participó                                       | No participó                                       | No participó                                       | No participó                                       | No participó                                       |
| 1962                                               | No participó                                       | No participó                                       | No participó                                       | No participó                                       | No participó                                       | No participó                                       | No participó                                       |
| 1966                                               | No participó                                       | No participó                                       | No participó                                       | No participó                                       | No participó                                       | No participó                                       | No participó                                       |
| 1970                                               | No clasificó                                       | No clasificó                                       | No clasificó                                       | No clasificó                                       | No clasificó                                       | No clasificó                                       | No clasificó                                       |
| 1974                                               | No clasificó                                       | No clasificó                                       | No clasificó                                       | No clasificó                                       | No clasificó                                       | No clasificó                                       | No clasificó                                       |
| 1978                                               | No clasificó                                       | No clasificó                                       | No clasificó                                       | No clasificó                                       | No clasificó                                       | No clasificó                                       | No clasificó                                       |
| 1982                                               | No clasificó                                       | No clasificó                                       | No clasificó                                       | No clasificó                                       | No clasificó                                       | No clasificó                                       | No clasificó                                       |
| 1986                                               | No clasificó                                       | No clasificó                                       | No clasificó                                       | No clasificó                                       | No clasificó                                       | No clasificó                                       | No clasificó                                       |
| Total                                              | 4/14                                               | 18                                                 | 3                                                  | 3                                                  | 12                                                 | 25                                                 | 57                                                 |

## Palmarés

### Selección Mayor (Absoluta)
- Copa Oro de la Concacaf (1): 1967
- Copa de Naciones de la Uncaf (1) : 2001

#### Torneos amistosos
- Copa Iberia (1): 1971
- Copa Unión II, selección olímpica
- Copa Savoy (1): 2004
- Copa Mitch (1): 1998
- Copa Coliseo (1): 1999
- Copa Río Negro, Sub 17 (1): 1997
- Copa Delta (1): 2015

### Selección Sub-23
- Torneo Esperanzas de Toulón: 1

- Fase de grupos: 1  2019.

### Selección amateur
Los Juegos Panamericanos fueron disputados por selecciones profesionales desde sus inicios en 1951. Los Juegos Centroamericanos y del Caribe lo fueron entre 1946 y 1986.
- Juegos Centroamericanos y del Caribe 
  -  Medalla de plata (1): 1950

- Fútbol en los Juegos Panamericanos 
  -  Medalla de bronce (1): 1983